# 梅德韋熱布什科
49°11′8″N 28°18′40″E / 49.18556°N 28.31111°E
梅德韋熱布什科（烏克蘭語：Медвеже Вушко）是位於烏克蘭西部文尼察州裏文尼察區的村莊，始建於1753年，面積2.14平方公里，海拔高度276米，2001年人口1,753。